# Jenny Mallqui
Jenny Vanesa Mallqui Suazo (ur. 28 maja 1982) – peruwiańska zapaśniczka walcząca w stylu wolnym. Zajęła osiemnaste miejsce na mistrzostwach świata w 2005. Piąta na igrzyskach panamerykańskich w 2011. Zdobyła trzy medale na mistrzostwach panamerykańskich, srebrny w 2011. Trzecia na igrzyskach Ameryki Południowej w 2014. Wicemistrzyni Ameryki Południowej w 2009, 2012, 2013 i 2015. Trzykrotnie na podium igrzysk boliwaryjskich, najlepsza w 2005 roku. Jej brat Alfredo Mallqui i siostra Thalía Mallqui również są zapaśnikami.